# Гриценко, Игнат Кузьмич
Игнат (Иван) Кузьмич Гриценко (1905—1943) — красноармеец Рабоче-крестьянской Красной Армии, участник Великой Отечественной войны, Герой Советского Союза (1943).

## Биография
Игнат Гриценко родился 26 июля 1905 года в селе Будилка (ныне — Лебединский район Сумской области Украины) в крестьянской семье. Окончил начальную школу. С 1923 года проживал в Харькове, где работал грузчиком транспортного управления, затем вулканизаторщиком на паровозостроительном заводе. В 1943 году Гриценко был призван на службу в Рабоче-крестьянскую Красную Армию. С августа того же года — на фронтах Великой Отечественной войны, был стрелком 569-го стрелкового полка 161-й стрелковой дивизии 40-й армии. Принимал участие в боях на Воронежском и 1-м Украинском фронтах. Отличился во время битвы за Днепр.
23 сентября 1943 года Гриценко одним из первых в своём полку переправился через Днепр в районе села Зарубинцы Каневского района Черкасской области Украинской ССР и ворвался в немецкую траншею на западном берегу, уничтожив большое количество вражеских солдат и офицеров.
Указом Президиума Верховного Совета СССР от 23 октября 1943 года за «самоотверженность, стойкость и отвагу, проявленные в наступательных боях во время форсирования Днепра», красноармеец Игнат Гриценко был удостоен высокого звания Героя Советского Союза. Получить орден Ленина и медаль «Золотая Звезда» не успел, так как 10 ноября 1943 года умер от тяжёлого ранения в военном госпитале. Похоронен в Киеве.
В честь Гриценко названа улица в Будилке, его имя есть на мемориалах погибшим землякам в Будилке и Лебедине.